# Payday 2
Payday 2 är en kooperativ förstapersonsskjutare som utvecklats av Overkill Software och publicerades av 505 Games. Spelet är en uppföljare till Payday: The Heist från 2011. Den släpptes augusti 2013 till Microsoft Windows, Playstation 3 och Xbox 360. En förbättrad version av spelet, med undertitel Crimewave Edition, släpptes till Playstation 4 och Xbox One juni 2015.  En version till Nintendo Switch släpptes februari 2018.